# Utaawase

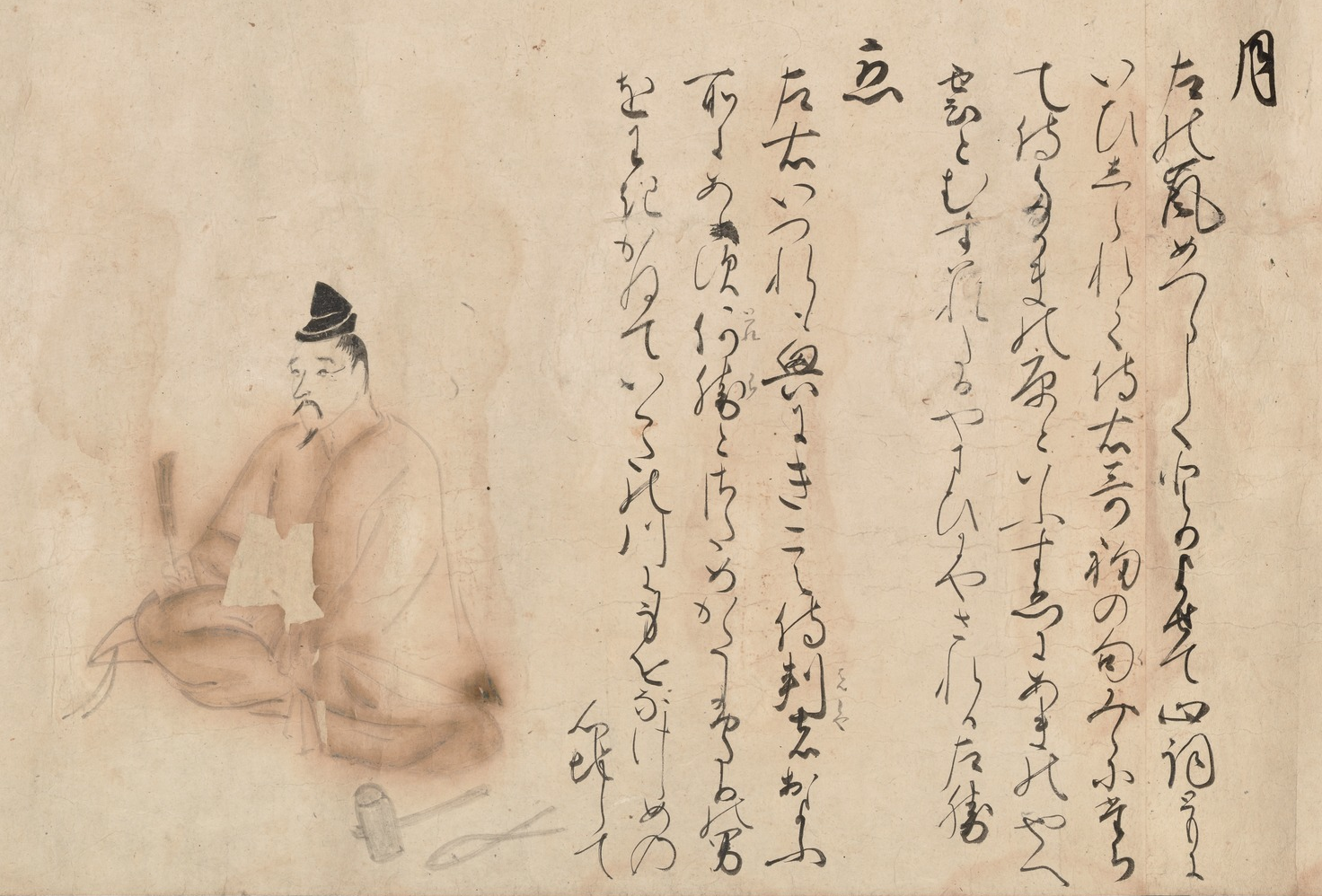
Tōhokuin shokunin utaawase emaki: Emaki de la "Competición de poesía de 32 personas de diferentes ocupaciones", 1494. Museo Nacional de Tokio.

Un utaawase (歌合?) era un concurso de poesía japonesa waka en donde dos grupos de poetas competían recitando sus poesías, con el fin de lograr méritos personales ante la Corte Imperial.
En cada concurso existe un árbitro o juez literario, llamado hanji (判詞?), quien debe tener un conocimiento en redacción de ensayos de poesía waka, conocidos como karon, y debe evaluar el carácter literario del concursante. En el concurso, el participante que presenta el poema es conocido como kataudo (方人?), mientras el participante que debe replicar el poema del kataudo es conocido como omoibito (念人?); es así que en los utaawase se origina un intenso debate de poemas en donde el hanji decide quién tiene la ventaja.
El origen de los utaawase se remonta al período Heian, en donde el concurso más antiguo registrado proviene de la era Ninna (885). Entre los utaawase más importantes se encuentran el Kanpyō no Ontokikisai-no-miya Utaawase (寛平御時后宮歌合?) realizado en 889 y patrocinado por el Emperador Uda; el Teiji-in Utaawase (亭子院歌合?) realizado en 913 por el Emperador Enclaustrado Uda; el Tentoku Dairi Utaawase (天徳内裏歌合?) hecho en 960 por el Emperador Murakami; el Kanna-ninen Dairi Utaawase (寛和二年内裏歌合?) realizado en 986 y patrocinado por el Emperador Kazan y el Roppyaku-ban Utaawase (六百番歌合?) realizado en 1192 por Kujō Yoshitsune.